# Hvidbuget vagteltinamu
Den hvidbugede vagteltinamu (Nothura boraquira) er en almindelig tinamuart, som findes i Bolivia, Paraguay og Brasilien. Den er ca. 27 cm lang. Dens føde består af frugter, hvirvelløse dyr, frø, nyudsprungne blade, blomsterknopper og rødder. Hannen udruger æggene, som kan være lagt af op til fire forskellige hunner. Hannen passer ungerne, indtil de kan klare sig selv efter 2-3 uger. 